# Wolfgang Schneider (Suchtforscher)
Wolfgang Schneider (* 1953) ist ein deutscher Suchtforscher.
Wolfgang Schneider war Leiter des Instituts zur Förderung qualitativer Drogenforschung, akzeptierender Drogenarbeit und rationaler Drogenpolitik, INDRO e.V. Er ist Mitglied im Schildower Kreis, einem Experten-Netzwerk, das gegen die Drogenprohibition argumentiert.